# Elena Nicolai
No confondre amb la soprano grega-estatunidenca Elena Nikolaidi (1909-2002)
Elena Nicolai, nom artístic d'Elena Stojanka Savova Nikolova (Lesičovo, Bulgària, 24 de gener de 1905 – Milà, 23 d'octubre de 1993), fou una mezzosoprano i actriu búlgara naturalitzada italiana.

## Biografia
Elena Nikolova va néixer en un petit centre rural a uns 50 km al nord-est de Sofia, però va créixer en el veí ajuntament de Panagjurište. Va estudiar a l'institut americà de Simeonovo, i després d'acabats els estudis va estudiar cant privadament amb el mestre Ivan Vulpe, mentre esperava ser admesa al Conservatori de Sofia, on va ser rebutjada a causa de les seves mancances en solfeig i piano. Va emigrar aleshores als Estats Units d'Amèrica, on va continuar estudiant a l'Oberlin Conservatory of Music (Oberlin, Ohio).
Més tard es va traslladar a Gènova, on va continuar els seus estudis de música. L'any 1930 va ser admesa al Conservatori de Milà on va estudiar amb Vincenzo Maria Pintorno, guanyant el primer premi en un concurs. Va debutar sense gaire èxit el 1932 com a Maddalena de Rigoletto de Verdi. En 1933 apareix ja als diaris amb el cognom italianitzat, com a Elena Nicolai. El dia 1 de juliol de 1934 va participar en una representació a Cremona per a commemorar el centenari del naixement del compositor italià Amilcare Ponchielli, durant la qual es va representar l'òpera Il figliuol prodigo del compositor, sota la direcció de Tullio Serafin. L'any 1935 va participar en una producció de l'òpera Norma de Vincenzo Bellini a Piacenza. Va decidir continuar els estudis de cant, apareixent l'any 1938, amb èxit, com Annina en Der Rosenkavalier de Richard Strauss al Teatre San Carlo de Nàpols.
El 1941 va debutar al Teatre alla Scala de Milà en Adriana Lecouvreur de Francesco Cilea, esdevenint una de les principals mezzosopranos del teatre milanès al llarg de vint-i-un anys fins al seu comiat, amb l'òpera Hänsel und Gretel d'Engelbert Humperdinck el 23 de gener de 1960. Al llarg de la seva carrera va aparèixer als teatres italians més importants, en particular a l'Arena de Verona on va aparèixer regularment del 1946 al 1954, i europeus (Suïssa, França, Espanya, Bulgària), a més d'Amèrica del Sud i Egipte.
Al Gran Teatre del Liceu de Barcelona va debutar amb el paper d'Amneris d'Aida de Verdi el 6 de desembre de 1941 i pocs dies després va interpretar La Favorite de Gaetano Donizetti al mateix teatre. L'any següent va interpretar el d'Azucena de Il trovatore de Verdi, el novembre de 1942, i al mes següent la Carmen de Georges Bizet. Va tornar amb el paper de Laura de La Gioconda d'Amilcare Ponchielli el gener de 1947, el desembre de 1955 va interpretar Fedora d'Umberto Giordano i el novembre de 1956 l'òpera Norma de Vincenzo Bellini.
Després de retirar-se dels escenaris operístics va viure també una breu però significativa carrera cinematogràfica, apareixent en set pel·lícules entre el 1963 i 1968. Va ser d'especial rellevància la seva participació en la pel·lícula Il boom amb l'actor Alberto Sordi i direcció de Vittorio De Sica.

## Repertori
| - Vincenzo Bellini - Norma (Adalgisa, Clotilde) - Georges Bizet - Carmen (Carmen) - Francesco Cilea - Adriana Lecouvreur (Princesa de Bouillon) - Gaetano Donizetti - La Favorite (Leonora) - Umberto Giordano - Fedora (Fedora) - Christoph Willibald Gluck - Orfeu i Eurídice (Orfeu) - Iphigénie en Aulide (Clitennestra) - Engelbert Humperdinck - Hänsel und Gretel (La bruixa) - Pietro Mascagni - Cavalleria rusticana (Santuzza) - Parisina (Stella dell'Assassino) - Claudio Monteverdi - L'incoronazione di Poppea (Ottone) - Modest Mússorgski - Khovàntxina (Marfa) - Lorenzo Perosi - La risurrezione di Cristo (Maria) (oratori) - Amilcare Ponchielli - La Gioconda (Laura) | - Ildebrando Pizzetti - Ifigenia (Clitennestra) - La figlia di Jorio (Candia della Leonessa) - Ottorino Respighi - La fiamma (Eudossia) - Gaspare Spontini - La vestale (La gran vestale) - Olimpia (Statira) - Richard Strauss - Elektra (Clitennestra) - Der Rosenkavalier (Annina) - Giuseppe Verdi - Oberto, Conte di San Bonifacio (Cuniza) - Rigoletto (Maddalena) - Il trovatore (Azucena) - Un ballo in maschera (Ulrica) - La forza del destino (Preziosilla) - Don Carlos (Eboli) - Aida (Amneris) - Falstaff (Quickly) - Richard Wagner - Lohengrin (Ortrud) - Tristan und Isolde (Brangäne) - Die Walküre (Brünhilde) |

## Discografia
| Any  | Obra                 | Rol                  | Cast                                                               | Director            | Etiqueta      |
| ---- | -------------------- | -------------------- | ------------------------------------------------------------------ | ------------------- | ------------- |
| 1949 | Adriana Lecouvreur   | Princesa de Bouillon | Mafalda Favero, Nicola Filacuridi, Luigi Borgonovo                 | Federico Del Cupolo | Colosseum/RCA |
| 1951 | La Vestale           | La gran Vestale      | Maria Vitale, Renato Gavarini, Alfredo Fineschi                    | Fernando Previtali  | Cetra         |
| 1953 | Cavalleria rusticana | Santuzza             | Mario Del Monaco, Aldo Protti                                      | Franc Ghione        | Decca         |
| 1954 | Don Carlos           | Princesa d'Eboli     | Mario Filippeschi, Boris Christoff, Antonietta Stella, Tito Gobbi  | Gabriele Santini    | HMV           |
| 1954 | La forza del destino | Preziosilla          | Maria Callas, Richard Tucker, Carlo Tagliabue, Nicola Rossi-Lemeni | Tullio Serafin      | Columbia/EMI  |

## Filmografia
- Il boom, direcció de Vittorio De Sica (1963)
- La mia signora (episodi "I miei cari") (1964)
- Sedotti i bidonati, direcció de Giorgio Bianchi (1964)
- Gli amanti latini (episodi "L'irreparabile", direcció de Mario Costa) (1965)
- I nostri mariti (episodi "Il marito di Roberta", direcció de Luigi Filippo D'Amico) (1966)
- Quandi dico che ti amo, direcció de Giorgio Bianchi (1967)
- Il medico della mutua, direcció de Luigi Zampa (1968)